# خنارا ویسنتا آرنال یارسا
خنارا ویسنتا آرنال یارسا (اسپانیایی: Jenara Vicenta Arnal Yarza‎؛ ‏ ۱۹ سپتامبر ۱۹۰۲ – ۲۷ مهٔ ۱۹۶۰) دانشمند در زمینه شیمی و بیوشیمی اهل اسپانیا بود. وی نخستین زنی بود که در اسپانیا دکترای شیمی (علوم شیمیایی) دریافت کرد. او به خاطر کارش در حوزهٔ الکتروشیمی و تحقیقاتش در زمینه تشکیل فلوئور از بی‌فلوئورید پتاسیم شناخته شده است. در سال‌های بعد، او به خاطر مشارکت در آموزش علم در سطوح ابتدایی و متوسطه مورد توجه قرار گرفت، به‌ویژه با تمرکز بر کاربردهای عملی شیمی در زندگی روزمره. او به دریافت افتخاری ملی یعنی نشان غیرنظامی آلفونسوی دهم مفتخر گردید.

## زندگی اولیه و تحصیلات
آرنال یارسا در خانواده‌ای فقیر به دنیا آمد. پدرش لوئیس آرنال فوس، یک کارگر از ساراگوسا بود که بعدها پیانو تعمیر می‌کرد. مادرش ویسنتا مارکینا از بریا (ساراگوسا) خانه‌دار بود. پس از مرگ والدینش، او مسئولیت نگهداری از دو خواهر و برادر کوچکترش را بر عهده گرفت. خواهرش پیلار پیانیست بود که در پاریس تحصیل کرده و در تئاترو رئال مادرید کنسرت می‌داد. برادرش پابلو در سنین جوانی درگذشت، اما دوران کوتاهی به عنوان استاد فیزیک و شیمی در شورای عالی تحقیقات علمی (CSIC) داشت.
تعلقات خنارا او را به تحصیل در رشته آموزش معلمان در مدرسه ساراگوسا و کسب مدرک آموزش ابتدایی (آموزش در مدارس ابتدایی) در ۳ دسامبر ۱۹۲۱ هدایت کرد. علاقه او به یادگیری باعث شد که تحصیلات خود را در دانشکده علوم دانشگاه ساراگوسا در زمینه علوم شیمی ادامه دهد. او ابتدا در سال‌های ۱۹۲۲–۱۹۲۳ به‌عنوان دانشجویی غیررسمی در این رشته شروع به تحصیل کرد. سپس تحصیلات خود را به‌عنوان دانشجوی ثبت‌نام کرده ادامه داد و در تمام کلاس‌های خود نمرات عالی و همچنین افتخارات زیادی کسب کرد. او مدرک تحصیلی خود را از دانشگاه ساراگوسا در ۱۲ مارس ۱۹۲۷ دریافت کرد. آرنال یارسا رساله دکتری خود را در ۶ اکتبر ۱۹۲۹ دفاع کرد و دکترای شیمی خود را از دانشکده علوم دانشگاه ساراگوسا در ۱۳ دسامبر ۱۹۲۹ دریافت کرد. عنوان رساله دکتری او «مطالعه پتانسیومتریک اسید هیپوکلرو و نمک‌های آن» بود. بدین ترتیب، آرنال یارسا اولین زن اسپانیایی شد که دکترای علوم شیمی را دریافت کرد و پس از او محققانی مانند آنخلا گارسیا د لا پوئرتا و ماریا آنتونیا زوراکینو نیز این مسیر را دنبال کردند.

## حرفه در شیمی
پس از اتمام تحصیلاتش، در سال ۱۹۲۶ به عنوان پژوهشگر در شیمی نظری در آزمایشگاه‌های دانشکده شیمی دانشگاه ساراگوسا شروع به کار کرد. تحقیقات او بعدها او را به سایر مراکز تحقیقاتی دولتی و خصوصی کشاند، از جمله مدرسه صنعتی ساراگوسا، مدرسه عالی کار مادرید، مؤسسه شیمی معدنی دانشگاه بازل (به‌عنوان دریافت‌کننده بورس از «هیئت گسترش مطالعات و تحقیقات علمی»)، و مؤسسه ملی فیزیک و شیمی مادرید در دپارتمان الکتروشیمی (که در آنجا به ادامه و گسترش کارهایی پرداخت که در سوئیس و آلمان آغاز کرده بود، جایی که با بورس JAE به تحقیق در زمینه الکتروشیمی پرداخته بود). در مدت فعالیت خود در مؤسسه ملی فیزیک و شیمی، او ۱۱ مقاله در زمینه تحقیقات الکتروشیمی منتشر کرد و به‌ویژه در تحلیل الکترولیتی تحقیقاتی انجام داد.
در سال ۱۹۲۹، آرنال یارسا به‌طور رسمی به‌عنوان عضو انجمن فیزیک و شیمی اسپانیا (Real Sociedad Española de Física y Química) به خاطر کارنامه برجسته تحقیقاتی خود در اسپانیا و خارج از کشور پذیرفته شد.
در حالی که او در آزمایشگاه‌های مؤسسه شیمی معدنی در بازل کار می‌کرد، زیر نظر فردریش فیشتر، استاد شیمی معدنی و سپس معاون رئیس اتحادیه بین‌المللی شیمی تحصیل کرد. آنها با هم روی اکسیداسیون شیمیایی فلزات مختلف کار کردند، اما به‌ویژه روی ایجاد فلوئور و پرسولفات‌های روی و لانتانوم از الکترولیز بی‌فلوئورید پتاسیم مذاب تحقیق کردند. نتایج کارشان را در سال ۱۹۳۱ در نشریه معتبر سوئیسی «ژورنال شیمی سوئیس» منتشر کردند. آرنال یارسا همچنین به تحقیق در مورد اکسیداسیون شیمیایی تولید شده توسط عمل فلوئور در حالت گازی پرداخت. او مدتی را در دانشگاه فنی درسدن در شهر درسدن آلمان گذراند و به‌خاطر تمدید بورس تحصیلی خود برای دو ترم در سال ۱۹۳۲ به این کار ادامه داد.
پس از آغاز جنگ داخلی اسپانیا در مادرید، در سال ۱۹۳۷ آرنال یارسا اسپانیا را ترک کرد و مدتی را در فرانسه اقامت داشت. بعدها به منطقه ملی اسپانیا (منطقه تحت سلطه شورشیان) بازگشت. در طول جنگ او توانست به کار تحقیقاتی خود ادامه دهد بدون اینکه مورد مجازات قرار گیرد.